# Erik Cent
Gerhardus Engelbertus "Erik" Cent (nascido em 29 de março de 1962) é um ex-ciclista holandês que participava em competições de ciclismo de pista. Competiu na perseguição por equipes e perseguição individual em Seul 1988, e na perseguição por equipes em Barcelona 1992.